# Mapei Sport
Mapei Sport és un centre de medicina esportiva amb seu a Castellanza (Varese, Lombardia, Itàlia) dedicat a l'aplicació de la ciència a l'esport. Les seves activitats inclouen la recerca i la divulgació.
Va ser fundat el 1996 per Giorgio Squinzi, president de l'empresa Mapei, perquè s'encarregués de la preparació dels seus corredors de ciclisme de l'equip Mapei. Després de la desaparició de l'esquadra en finalitzar la temporada 2002, el centre va seguir operatiu. Des d'aleshores ha tingut entre els seus clients esportistes de diferents disciplines, i compte amb el certificat ISO 9001:2008 de qualitat.
El doctor Aldo Sassi va ser el principal responsable de la institució des de la seva creació el 1996 fins a la seva defunció al desembre de l'any 2010.